# گوزن کاکلی
گوزن کاکلی (نام علمی: Elaphodus cephalophus) نام یک گونه از تیره گوزنان است.